# Каршакевич, Александр Владимирович
Александр Владимирович Каршакевич (род. 6 апреля 1959, Минск, Белорусская ССР, СССР) — советский, белорусский гандболист. Заслуженный мастер спорта СССР (1982).

## Карьера
Первый тренер — Аркадий Брицко.
Выступал за СКА (Минск) (1977—1990) и немецкий клуб «Хюрт» (1990—1994). Амплуа — левый крайний.
С 1996 года — старший тренер, а с 1998 года — главный тренер молодёжных сборных команд Белоруссии; с 2001 года — старший тренер национальной сборной команды Белоруссии.
Один из лучших, а по мнению некоторых специалистов, лучший крайний игрок мирового гандбола.
Первым придумал и активно использовал бросок с «подкруткой», благодаря чему мог забрасывать мячи в ворота противника практически с «нулевого» угла.

## Достижения
- Олимпийский чемпион 1988 (5 игр, 20 мячей)
- Серебряный призёр Олимпиады-1980 (4 игры, 13 мячей)
- Чемпион мира 1982 г.
- Серебряный призёр чемпионата мира 1990 г.
- Обладатель Кубка мира 1984 г.
- Чемпион мира среди юниоров 1979 г.
- Чемпион СССР 1981, 1983—1984, 1987—1989 гг.
- Обладатель Кубка СССР 1980—1981 гг.
- Обладатель Кубка европейских чемпионов 1987, 1989—1990 гг. в составе команды СКА (Минск).
- Обладатель Кубка кубков европейских стран 1983, 1985 гг. в составе команды СКА (Минск).
- Обладатель Суперкубка 1989 г. в составе команды СКА (Минск).

## Личная жизнь
Жена Светлана, сын Максим.

## Политические взгляды
Подписал открытое письмо спортивных деятелей страны, выступающих за действующую власть Беларуси после жестких подавлений народных протестов в 2020 году.